# Charlotte McKinney
 (novembre 2016).
 (octobre 2016).
Si vous disposez d'ouvrages ou d'articles de référence ou si vous connaissez des sites web de qualité traitant du thème abordé ici, merci de compléter l'article en donnant les références utiles à sa vérifiabilité et en les liant à la section « Notes et références ».
Charlotte McKinney (née le 6 août 1993) est un mannequin et une actrice américaine.

## Biographie
Charlotte McKinney est née et a grandi à Orlando (Floride). Elle a une grande sœur prénommée Garland. Elle affirme avoir souffert de dyslexie, ainsi que de harcèlement moral en rapport avec son physique depuis ses 14 ans pendant sa phase de puberté.
Ces difficultés l'ont contrainte, avec le soutien de ses parents, à quitter l'école à l'âge de 17 ans.

## Carrière
Après avoir quitté ses études, Charlotte McKinney décide de s'engager dans le mannequinat. Après avoir essuyé plusieurs échecs auprès des agences, elle choisit de publier ses photos via Instagram et y devient rapidement populaire, jusqu'à ce qu'elle soit remarquée par Esquire.
Charlotte McKinney affirme que les réseaux sociaux ont eu un rôle prépondérant pour l'aider à commencer sa carrière. Elle a posé pour des campagnes publicitaires de Guess et a signé chez Wilhelmina Models.
En janvier 2015, Charlotte accède à la notoriété pour avoir été le mannequin vedette du spot publicitaire de Carl's Jr.'s All Natural Burger, diffusé lors du Super Bowl XLIX. Cette publicité virale l'a mise en scène évoluant dans un marché de fruits et légumes, clamant qu'elle était « entièrement naturelle » et laissant imaginer qu'elle était nue grâce à un placement astucieux des produits dans le champ de la caméra. De plus, ses seins ne semblent pas être maintenus puisque sa poitrine bouge au fur et à mesure qu'elle marche. Finalement, elle apparaît en bikini en train de déguster le All Natural Burger de l'annonceur.
Ce succès commercial vaut à Charlotte McKinney d'être considérée comme « la nouvelle Kate Upton », cette dernière ayant été comme elle précédemment la vedette du même annonceur durant le Super Bowl.
Le 24 février 2015, Charlotte McKinney a été pressentie pour concourir dans l'émission Dancing with the Stars (saison 20). Son partenaire Keoikantse Motsepe et elle furent éliminés après avoir décroché la 11e place.
En juillet 2015, Charlotte McKinney interprète le rôle de Missy dans le film Joe La Crasse 2 : Un bon gros loser et a été castée pour le remake de 2017 du film L'Expérience interdite.
Le 11 octobre 2016, elle apparaît aux côtés du chanteur Joe Jonas dans le clip vidéo Body Moves.

## Filmographie

### Cinéma

#### Longs métrages
- 2015 : Joe La Crasse 2 : Un bon gros loser (Joe Dirt 2: Beautiful Loser) de Fred Wolf : Missy
- 2016 : The Late Bloomer de Kevin Pollak : une femme séduisante
- 2017 : First We Take Brooklyn de Danny A. Abeckaser : Julie
- 2017 : Mad Families de Fred Wolf : Sharni
- 2017 : Baywatch : Alerte à Malibu  de Seth Gordon
- 2017 : L'Expérience interdite : Flatliners (Flatliners) de Niels Arden Oplev : la jeune fille à vélo
- 2017 : Literally Right Before Aaron de Ryan Eggold
- 2020 : Nightmare Island (Fantasy Island) de Jeff Wadlow :  Chasteté

#### Courts métrages
- 2007 : The Diary of Tommy Crisp de David Knight : Chianti
- 2010 : Thresholds de Daniel Whistler : Claire
- 2015 : Punching Bag de Ben Griffin

### Télévision

#### Séries télévisées
- 2006 : Doctors (épisode Young at Heart) : Jenny Nibbs
- 2015 : Doctor Foster (épisode #1.1) : Bridewell
- 2018 : MacGyver (episode #2.16) : Mia McQueen
- 2020 : Unbreakable Kimmy Schmidt : elle-même

## Sources
- (en) Cet article est partiellement ou en totalité issu de l’article de Wikipédia en anglais intitulé « Charlotte McKinney » (voir la liste des auteurs).
- http://www.dailymail.co.uk/tvshowbiz/article-2936571/Super-Bowl-star-Charlotte-McKinney-reveals-mean-girls-battle-dyslexia-drove-quit-high-school.html
- http://www.usmagazine.com/entertainment/news/joe-jonas-charlotte-mckinney-get-naughty-in-dnce-music-video-w444339